# Ерг-Ігіді

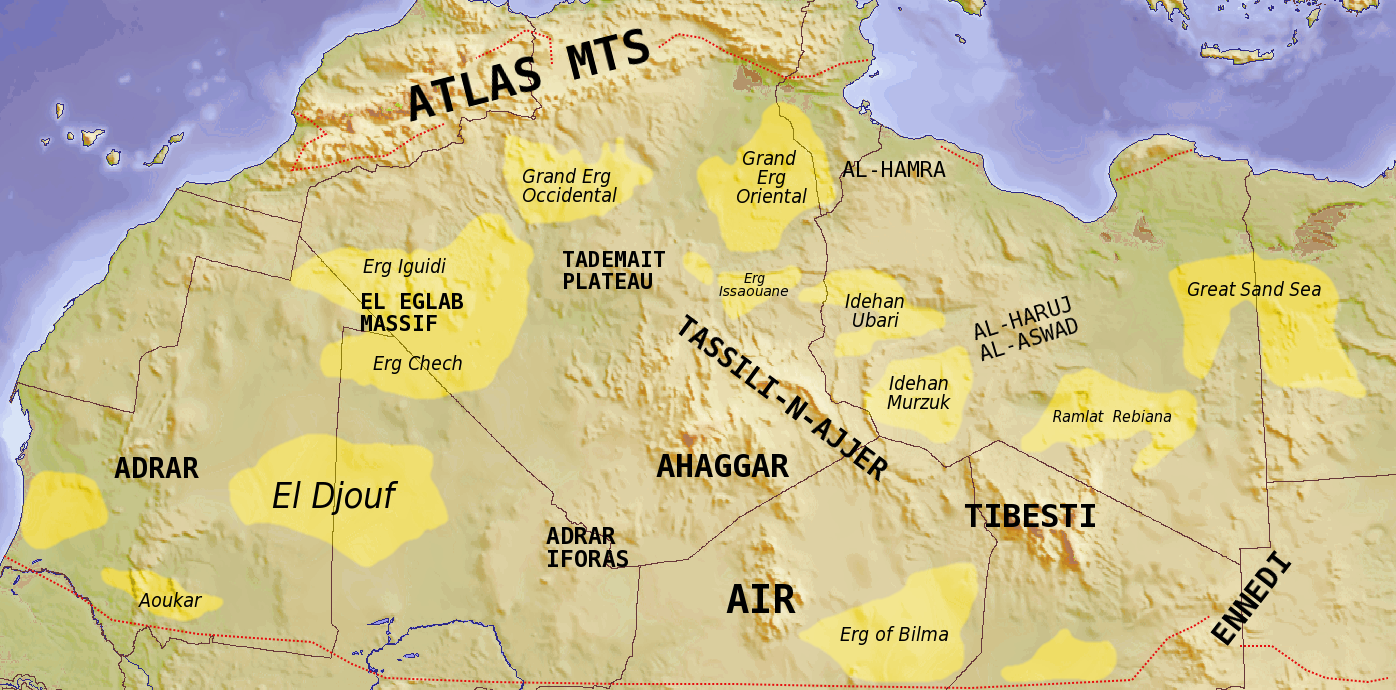
Топографічна карта Сахари

Ерг-Ігіді (фр. Erg Iguidi) — піщана пустеля в північно-східній частині Малі та південно-західній частині Алжиру.
Займає територію площею 65 000 км²